# Mansión X
La Mansión X es el nombre común de una mansión ficticia que aparece en los cómics estadounidenses publicados por Marvel Comics. La mansión está representada como la propiedad privada de Charles Francis Xavier, un personaje de los cómics de X-Men. Sirve como base de operaciones y sitio de entrenamiento de los X-Men. También es la ubicación de una escuela privada acreditada para adolescentes mutantes y, a veces, mutantes de edad avanzada, el Instituto Xavier para el Aprendizaje Superior, anteriormente la Academia Xavier para Jóvenes Dotados. Mansión X es también la sede mundial de Corporación-X.
La dirección de la Mansión X es 1407 Graymalkin Lane, Salem Center, ubicada en el condado de Westchester, Nueva York. El lema de la escuela es mutatis mutandis. En una edición reciente del cómic, Wolverine / Lobezno reabrió la escuela, en la misma dirección, bajo el nombre de la Escuela Jean Grey para estudios superiores. Después de que se descubrió que la niebla terrígena se había convertido en tóxica para los mutantes lo suficiente como para que murieran de M-Pox, Tormenta trasladó la mansión a Limbo y le cambió el nombre a X-Haven para mantener a los mutantes a salvo del Terrigen hasta que pudiera curarse ser descubierto. Después que Medusa destruye la niebla terrígena para que los mutantes puedan sobrevivir, Kitty Pryde traslada la mansión de Limbo a Central Park, Nueva York y la denomina Instituto Xavier para la Educación y Difusión de Mutantes.

## Historia ficticia
La Mansión X es propiedad heredada de Charles Xavier (Profesor X) y ha pertenecido a la familia Xavier durante diez generaciones, incluidos dos mutantes conocidos en el linaje, ambos se han separado de la familia. Poco más se sabe sobre ellos o sus mutaciones.
Como la Escuela de Xavier para Jóvenes Dotados, la Mansión X fue el sitio de entrenamiento de las primeras dos generaciones de X-Men adolescentes:
- Los X-Men originales: Cyclops (Cíclope), Iceman (Hombre de Hielo), Angel (Ángel), Beast (Bestia), Jean Grey (Marvel Girl / Chica Maravillosa) y luego Mimic (Mímico) (brevemente), Havok (Kaos) y Lorna Dane / Polaris. Más tarde vinieron Sage (Sabia), Vulcan (Vulcano), Petra, Sway (Dominio), Darwin y Jubilee (Júbilo).
- Los Nuevos Mutantes originales: Cannonball (Bala de Cañón), Wolfsbane (Loba Venenosa), Mirage (Espejismo), Karma, Sunspot (Mancha Solar), Cypher (Cifra), Magma, Magik y Warlock, junto con Shadowcat (Gata Sombra), contemporánea de los Nuevos Mutantes originales que era su compañero de clase, pero que era miembro del equipo adulto de X-Men. Más tarde se unieron al equipo Rusty, Boom-Boom (Bum-Bum), Rictor y Skids (Desliza).

En X-Men vol. 2 # 38 (noviembre de 1994), la Mansión pasó a llamarse de la Academia de Xavier para Jóvenes Dotados al Instituto Xavier para el Aprendizaje Superior, ya que la mayoría de los X-Men eran adultos en lugar de adolescentes en este momento. La Escuela de Xavier para Jóvenes Dotados se mudó a la Academia de Massachusetts en el oeste de Massachusetts (una ciudad o región creada por Marvel llamada Snow Valley en algún lugar de Los Berkshires), que sirvió como el sitio de entrenamiento de la tercera generación de X-Men adolescentes que comenzó en la Generación X # 1 (noviembre de 1994).
- Generación X – Skin (Pellejo), Synch (Sincro), M, Husk (Vaina), Julilee (Júbilo), Chamber (Cámara), Blink (Destello), Mondo, Gaia y Penitence (Penitencia).

La Academia de Massachusetts se cierra permanentemente en la Generación X # 75 (junio de 2001). Poco después, la escuela para jóvenes mutantes se reabrió en X-Mansion, pero el nombre sigue siendo "El Instituto Xavier para el Aprendizaje Superior" a pesar del cuerpo estudiantil más joven. La cuarta generación de adolescentes mutantes, presentada en Grant Morrison, New X-Men (2001–2004) y en New Mutants (2003–2004; relanzada como New X-Men: Academy X, julio de 2004 - febrero de 2008), estudia en la mansión hasta que sea destruida durante la historia de 2007-2008 "Messiah Complex" y los X-Men posteriormente se disuelven y cierran el Instituto.
Aunque está protegida por defensas de alta tecnología, la Mansión-X a menudo ha sido violada por los supervillanos y los mutantes malvados que enfrentan los X-Men. De hecho, la Mansión-X ha sido destruida y reconstruida varias veces. Fue demolido en una batalla con Sidri en Uncanny X-Men # 154 (febrero de 1982) y atomizado por Mister Siniestro en Uncanny X-Men # 243 (abril de 1989). Fue reconstruida por un futuro Franklin Richards en momentos, pero volvió a su estado destruido después de que el viajero del tiempo se confundió.
Ciertas partes de la mansión, como extensos subsótanos, sobrevivieron a ambas demoliciones. Cuando Onslaught se reveló y luchó contra los X-Men ( X-Men v2 # 54 (junio de 1996) y Onslaught: X-Men), la mansión sufrió grandes daños, aunque fue reparada rápidamente entre los problemas posteriores a la historia de "Onslaught". En Operación: tolerancia cero, Bastion (Bastión) obligó a Júbilo a revelar las defensas de la mansión. Luego, desnudó la mansión, retirando todo lo que había dentro de la mansión, incluso hasta la pintura de las paredes. Después de derrotar a Bastion, los X-Men regresaron a la mansión, como se detalla en X-Men v2 # 70 (noviembre de 1997). La Mansión-X sobrevivió a un asalto por parte de la Guardia Imperial Shi'ar en New X-Men # 122–126 (marzo a julio de 2002), así como un motín de estudiantes liderados por Quentin Quire / Kid Omega (Chico Omega) en New X-Men # 134–138 (enero a mayo de 2003). En la historia del Planeta X de New X-Men # 146–150, sin embargo, la Mansión-X fue destruida; el proceso de reconstrucción podría verse en New X-Men # 155–156 (junio de 2004). A raíz del "M-Day", la mansión fue infiltrada por los seguidores del Reverendo William Stryker en un intento de eliminar a los estudiantes, lo que resultó en algunos daños estructurales y varias víctimas. Entonces la mansión fue severamente dañada cuando la Sala de Peligro se volvió sensible y convocó a la maquinaria local para atacar la estructura. La mansión también se dañó cuando el nuevo equipo de Merodeadores del Sr. Siniestro atacó la mansión. Una pelea entre Hulk y varios mutantes dañó la mansión. En la historia del Complejo del Mesías, la mansión fue completamente destruida al atacar a los Centinelas.
A diferencia de los tiempos pasados, la mansión no fue reconstruida por un tiempo considerable. Más bien, los X-Men y sus estudiantes se mudaron a una nueva base de operaciones en San Francisco. Bajo el nombre de Industrias Graymalkin, la nueva base-X no se ejecuta como una escuela, sino como una especie de centro comunitario para mutantes que desean desarrollar sus poderes.
La clase especial contaba con la tutoría de Xorn e incluía a aquellos con necesidades educativas especiales que requerían algún estudio de recuperación. Estos jóvenes también se encontraban entre los alumnos más torpes socialmente del colegio y por eso eran apodados como "los perdedores (loosers)". Cuando Dust (Arena) se incorporó a la escuela, al principio se le asignó a esa clase por el trauma que había sufrido y por su necesidad de adaptarse a la cultura occidental.
- Angel Salvadore - Perdió sus poderes como resultado del Día M. Se unió brevemente a los Nuevos Guerreros. Actual residente de Krakoa.[9] Su mutación le concede habilidades basadas en la mosca común (alas para volar y escupir ácido).
- Beak (Pico) -  Perdió sus poderes como resultado del Día M. Se unió brevemente a los Nuevos Guerreros. Actual residente de Krakoa.[9] Barnell Bohusk tiene la apariencia de un ave humanoide, lo que le concede una visión aumentada y además garras en sus manos y pies.
- Basilisk (Basilisco) - Murió a manos de Xorn.[9] Mike Columbus tiene un solo ojo con el que pude disparar un haz luminoso con el que inmoviliza a sus enemigos.
- Dummy (Muñeco) - Murió dirante una revuelta en el instituto. El cuerpo de Dean Boswell está hecho de sustancia gaseosa, por lo que necesita un traje especial para ser contenido.[9]
- Ernst - Su mutación le confiere una fuerza y resistencia mejoradas.
- No-Girl (No-Chica) - Miembro actual del Lost Club. Martha Johansson tiene la forma de un cerebro sin cuerpo y necesita inyecciones periódicas de fluidos médicos para vivir. Es una poderosa telépata, capaz de dañar psíquicamente, poseer a otros, negar poderes mutantes y reanimar temporalmente a los fallecidos.

El Clan Omega (Omega Gang), formado por Kid Omega, reunió a otros estudiantes de ideas afines para perpetrar una serie de crímenes de odio contra los humanos en Salem Center. Más tarde atacaron el Instituto reteniendo al profesor Xavier como rehén e instigando disturbios durante las ceremonias del día de puertas abiertas de la escuela. La Banda Omega fue derrotada gracias a los esfuerzos combinados de las Stepford Cuckoos (Cuclillos de Stepford) y los X-Men.
- Glob Herman - Robert Herman es un miembro actual de los Legionarios (Legionaries). Es característico por su piel translúcida y su composición de bioparafina (cera viviente); se le puede apreciar a simple vista su esqueleto y algunas entrañas. Su mutación lo prepara para la guerra y así la bioparafina le confiere fuerza, resistencia y velocidad aumentadas.
- Kid Omega (Chico Omega) - Mutante de nivel omega (una inteligencia sobrehumana y rápida) y antiguo miembro de X-Factor en Krakoa. Actualmente fallecido.
- Radian (Radián) - Después del Día-M Christian Cord quedó sin poderes mutantes. Se unió brevemente a los Nuevos Guerreros y es hermano de Tattoo (Tatuaje). Antes tenía el poder de generar luz ultravioleta como un destello cegador.
- Redneck (Paleto) - Después del Día-M Vincent Stewart quedó sin poderes mutantes. Se unió a los Nuevos Guerreros.[10] Antes tenía el poder mutante de generar calor con su energía termocinética.
- Tattoo (Tatuaje) - Después del Día-M Christine Cord quedó sin poderes mutantes. Se unió a los Nuevos Guerreros y era hermana de Radian. Antes tenía la habilidad de atravesar objetos sólidos, interrumpiendo la química neuronal de los sujetos. Su rasgo característico es que poseía una piel de camaleón que le permitía formar palabras y dibujos en su carne; podía utilizarla para camuflarse.

### Facultad (pre "Complejo del Mesías")
- Shadowcat (Gata Sombra) imparte clases de informática y, además de ser miembro del personal directivo, actúa como asesora y coordinadora para el personal directivo.
- Karma enseña francés y está a cargo de aquellos estudiantes que son demasiado jóvenes para unirse a los escuadrones de entrenamiento. Ella también supervisa la biblioteca.
- Nightcrawler (Rondador Nocturno) enseña música, arte, ciencias de la vida y drama.
- Beast (Bestia) enseña ciencias y matemáticas y es parte del personal superior, presumiblemente supervisando el plan de estudios.
- Emma Frost, además de ser la directora del Instituto Xavier, también enseña inglés, negocios y ética, para horror de Kitty Pryde. Ella también preside el nuevo equipo de X-Men, enseñándoles a trabajar en equipo, con la ayuda de personal superior, como Colossus.
- Wolverine (Lobezno) enseña combate de cerca.
- Cyclops (Cíclope), además de ser el director del Instituto Xavier, también enseña el liderazgo y las tácticas electivas.
- Northstar (Estrella del Norte), antes de su muerte (y posterior resurrección), impartió clases de derecho de los negocios y del consumidor, así como una clase de vuelo para aquellos estudiantes con poderes de vuelo. También fue mentor del escuadrón de entrenamiento del Escuadrón Alfa.
- Iceman (Hombre de Hielo), que es un contador público certificado, imparte clases de matemáticas, finanzas y contabilidad.
- Gambit (Gambito) enseña una clase de práctica dirigida a estudiantes con poderes basados en proyectiles. También es mentor del equipo de entrenamiento de los Chevaliers.
- Wolfsbane (Loba Venenosa), además de ser mentor de los Parangones, es un asistente de enseñanza en la clase de ciencias de Bestia.

### Post X-Men: Schism
Después de los eventos de X-Men: Schism, Wolverine y la mitad de los X-Men regresan a Westchester, Nueva York y la Mansión-X. El nombre de la escuela ahora es la Escuela Jean Grey para estudios superiores. Sus terrenos son, de hecho, un engendro de Krakoa la Isla Viviente. En el primer número de Wolverine y los X-Men se construye una escuela completamente nueva en el terreno. Se financia principalmente con los avances científicos de los estudiantes y los diamantes de Krakoa.
- Storm (Tormenta) - Directora
- Beast (Bestia) – Subdirector
- Rogue (Pícara) – Personal superior
- Iceman (Hombre de Hielo) – Personal superior
- Rachel Summers - Personal superior
- Northstar (Estrella del Norte) - Personal superior
- Firestar (Estrella de Fuego) - Personal superior
- Chamber (Cámara) – Personal subalterno
- Frenzy (Frenesí) – Personal subalterno
- Karma - Personal Junior
- Husk (Vaina) – Personal subalterno
- Warbird – Personal subalterno
- Deathlok – Personal adjunto / Guardia del campus
- Doop – Personal Adjunto
- Spider-Man – Personal Adjunto / Consejero de Orientación
- Angel (Ángel) - Asistente Graduado / Reclutador
- Dra. Cecilia Reyes – Médico Residente
- Kavita Rao – Doctora Residente
- Jubilee (Júbilo) - Residente / Miembro
- Armor (Armadura) - Miembro
- Pixie (Hada) - Miembro
- Kid Omega (Chico Omega) - Miembro
- Nightcrawler (Rondador Nocturno) - Miembro
- Colossus (Coloso) - Miembro

Después de que Wolverine muera en la historia de "Muerte de Wolverine", Spider-Man se convierte en Consejero de la serie Spider-Man and the X-Men.

### X-Haven
Bajo el cambio de All-New, All-Different Marvel, X-Haven era un santuario fundado por la tormenta y sus extraordinarias X-Men para proteger los mutantes de la niebla terrígena. La Escuela Jean Grey para estudios superiores se teletransportó temporalmente a una dimensión de bolsillo dentro del Limbo con la ayuda del Doctor Strange, la Bruja Escarlata y Wiccan. También tiene defensas mágicas creadas por Magik para mantener alejados a los Demonios.

### El Instituto Xavier para la Educación y Difusión de Mutantes
Después de la Guerra entre los Inhumanos y los Mutantes que causó la destrucción de la Nube Terrigena restante, Kitty Pryde, ahora la nueva Directora de la Escuela Jean Grey para el Aprendizaje Superior, hizo que Magik teletransportara a la escuela de regreso a la Tierra, más precisamente a Central Park, ciudad de Nueva York y le cambia el nombre a Instituto Xavier para la Educación y Extensión de Mutantes. Fue demolido después de los acontecimientos de Extermination.

## El Terreno
El terreno donde yace la mansión ocupa un estrecho de 4 cuatro kilómetros entre Graymalkin Lane (la carretera que lleva a la mansión) y el lago Breakstone, sobre 200 acres de bosque. El terreno alrededor de la casa, que lleva hasta el lago, está podado; pero el resto del territorio, particularmente cerca de los límites de la propiedad, sigue siendo un bosque. Al este, sobre la estribación de una montaña, los suelos de la propiedad son elevados. Aquí se encuentra una pista de aterrizaje secreta.
Los edificios visibles desde la superficie incluyen la cochera, la casa marina y las torres de comunicación. Bajo tierra existe los hangares y un túnel para transportar personal y objetos desde la pista y la mansión. También hay una entrada de emergencia que conecta los hangares con el lago utilizando un cámara hermética.
Muy profundo bajo tierra se encuentra una antena de frecuencias muy bajas (VLF) utilizada para comunicación alrededor del mundo. La antena se conectó al equipo de detección mutante de Cerebro dentro de la mansión antes que el edificio principal fuese destruido durante una ocasión.

### Primer Piso
El primer piso de la mansión está dedicado para la vida diaria de la escuela. El ala Sur consiste de facilidades vitales, incluyendo los comedores, la cocina y una sala de reunión. El ala Norte contiene la biblioteca y un salón para estudiar. También incluye el Estudio de Charles el cual sirve como salón de clases para sus estudiantes. El laboratorio de cómputo principal (de computadoras terrestres) también se encuentra aquí.
El Estudio de Charles contiene acceso directo a Cerebro. Cerebro es utilizado principalmente por el profesor X pero también puede ser utilizados por otros para detectar presencia mutante en cualquier parte del mundo.
La porción central de la mansión consiste del vestíbulo principal y el área de recepción de Charles. También incluye el primer piso de su habitación privada, incluyendo el baño y vestidor.
Las escaleras principales llevan del vestíbulo principal al segundo piso y una escalera espiral conecta la habitación de Charles a su recámara. También, dos elevadores corren desde el ático al sótano. Estos elevadores también acceden a los niveles subterráneos si sus usuarios son autorizados por la computadora por medio de huella de la palma.
Los sistemas de seguridad de la mansión son de capacidad incomparable y utilizan corriente eléctrica convencional. Un sistema de seguridad alerta a la policía local y otro al profesor X y miembros sobre actividad intrusa. La computadora de la mansión puede detectar individuos conocidos dentro del complejo y así localizar posibles intrusos e identificar su localidad por zonas.

#### Estas zonas son
- Zona 1: Nivel Principal
- Zona 2: Segundo Piso
- Zona 3: Ático de Ororo
- Zona 4: El resto del ático
- Zona 5: Tercer Piso
- Zona 6: Habitaciones de Charles Xavier
- Zona 7: Sótano
- Zona 8: Área Subterránea Nivel Uno
- Zona 9: Área Subterránea Nivel Dos
- Zona 10: Cámara del Peligro
- Zona 11: Túnel de Transporte
- Zona 12: Túnel Personal
- Zona 13: Área de Hangares
- Zona 14: Casa Marina
- Zona 15: Cochera

### Segundo Piso
El segundo piso es dominado por alojamiento para los residentes. Cada ala está equipada con 8 baños completos y también 22 dormitorios y 2 habitaciones para huéspedes. En adición, el ala Norte tiene un taller multiuso con herramientas capaces de manejar carpintería, herrería, y electrónica. El ala Sur tiene una lavandería y un estudio para artes y vídeo.
La porción central del segundo piso contiene las habitaciones de Charles, incluyendo su recámara y baño completo. Las escaleras principales dirigen al primer piso y tercer piso.

### Tercer Piso
El tercer piso contiene los dormitorios de la facultad, incluyendo los de Scott, Jean, X-man (hijo de Scott y Jean), Rachel (hija de Jean Y Scott), Anna Marie y Logan. Aquí también se encuentra una lavandería, tres baños completos independientes y un teatro.
La porción central del tercer piso contienen las oficinas de Scott, Jean, y Ororo y también un estudio/oficina utilizado por toda la facultad. Las escaleras principales dirigen al segundo piso y la escalera secundaria lleva al ático.

### Ático
El ático es principalmente utilizado como bodega y equipo de comunicaciones desde la torre exterior. El ático también contiene un salón para jugar en su área central que en ocasiones es utilizado como salón de clases. La mayoría de los artículos embodegados son pertenencias de los residentes.
El ático también contiene la habitación de Tormenta, localizada en el Sur. Hay un tragaluz y una gran variedad de plantas tropicales. Como el resto de la mansión, el ático también contiene la misma estructura y el mismo sistema de seguridad.

## Diseño
En el centro del patio principal se encuentra la estatua conmemorativa de Phoenix (Fénix), dedicada a la memoria de Jean Grey. Las habitaciones notables incluyen la Sala de Peligro y una sala que contiene a Cerebro. La oficina de directores de Cíclope y Emma Frost están en el piso superior.
La cancha de baloncesto es un lugar popular para pasar el rato. Fue el sitio de un juego de baloncesto en X-Men vol. 2 # 4 (enero de 1992) en el que los X-Men usaron sus poderes mutantes. Justo debajo de la cancha de básquetbol se encuentra el hangar, que alberga muchos vehículos de transporte, así como aeronaves como el X-Men Blackbird (Pájaro Negro).
También hay un cementerio con monumentos de los difuntos X-Men como Jean Grey, Banshee y Thunderbird (Ave de Trueno).

## Condiciones de vida y comodidad
Todo esfuerzo se lleva a cabo para proveer cada estudiante con su propia área de alojamiento, la cual pueden decorar a sus gustos. Por razones de seguridad, personal de mantenimiento de tiempo completo no está disponible. Por esto, los estudiantes son responsables de mantener sus dormitorios en orden. Hay computadoras en cada dormitorio conectadas a la computadora principal que también sirven como sistema de comunicación interno. 
Durante su tiempo libre, los estudiantes gozan de un salón de juego equipado con todo desde mesas de billar, lo último en videojuegos de Xbox, Nintendo, PlayStation y juegos de realidad virtual con proyecciones holográficas, películas, y estrenos de vídeos de otros planetas. La barra está exclusivamente restringida a solo adultos y si un niño pequeño quiere jugar debe ser con un adulto responsable.

### Nivel Subterráneo Uno
- Facilidades de Atención Médica
- Laboratorio Químico
- Laboratorio Práctico Físico, incluye láser y computadoras.
- Laboratorio Electrónico
- Laboratorio Robótico

### Nivel Subterráneo Dos
- Cámara del Peligro
- Tecnología Shi'ar

Eso incline la cámara donde estuvo en coma.

## Otras versiones

### Era de Apocalipsis
En la realidad de Era de Apocalipsis, los restos de la Mansión-X eran la sede de una célula de resistencia mutante contra Apocalipsis, un mutante que había conquistado América del Norte. La mansión sobrevive, y muchos nuevos mutantes vienen a la escuela con la esperanza del refugio.

### Mutant X
En la continuidad más oscura de Mutant X, la Mansión-X está dirigida por Magneto, quien hace mucho tiempo había retomado el sueño del Profesor X. La mansión se vaporiza en una explosión nuclear. 

### Preludio a Deadpool Corps
En el número 2, se muestra que la Mansión-X es un orfanato para niños con problemas que está dirigido por el Profesor X y los maestros incluyen a Tormenta y Bestia. Algunos de los huérfanos incluyen versiones infantiles de Deadpool, Scott Summers, Wolverine, Ángel y Colossus.

### Ultimate Marvel
En el universo de Ultimate Marvel, la Mansión-X no difiere mucho. Sin embargo, no está totalmente financiado por herencia. Aunque la escuela originalmente fue financiada con la herencia de Magneto, no les permite aceptar ni buscar donaciones. Sus políticas han cambiado desde la salida de Magneto y el posterior control de Xavier sobre la instalación. Más tarde, los estudiantes cuestionan y ridiculizan la improbabilidad de la instalación simplemente siendo financiada por herencia. Luego se revela que numerosos donantes financian los proyectos de Xavier y permanecen en el anonimato debido a los fuertes sentimientos anti mutantes presentes en la opinión pública. Uno de los mayores donantes fue el Club Fuego Infernal, que se reveló que tenía un motivo ulterior para hacerlo. En la conversación de Xavier con Lilandra Neramani, se descubrió que S.H.I.E.L.D. era un ex financista antes de que se pelearan con Xavier; Se desconoce cuales eran sus intenciones. La Iglesia de los Shi'ar se ha convertido en grandes inversores.
La ubicación de la escuela está oculta por una imagen proyectada de un capítulo del Testigo de Jehová, como se reveló en Ultimate X-Men # 1.
La mansión fue demolida a propósito por Iceman en "Ultimate Requiem" siguiendo los eventos de la historia de "Ultimatum". Esto se debe a que el equipo había sido devastado por el ataque de Magneto y los sobrevivientes estaban huyendo.

## Otros medios

### Televisión
- La Mansión X aparece en Spider-Man and His Amazing Friends. En "The Origin of Iceman", un flashback mostró que Iceman viajó allí después de haber sido invitado por el profesor X a unirse a los X-Men. En "A Firestar is Born", Iceman y Firestar regresan a la Mansión X para una reunión donde se encuentran con Storm y Wolverine. Spider-Man incluso llegó cuando Juggernaut ataca a la X-Mansion para apuntar al profesor X. En "The Education of a Superhero", la X-Mansion es vista cuando Spider-Man, Iceman y Firestar enlistan a los X-Men para continuar el entrenamiento de Videoman. En "The X-Men Adventure", la X-Mansion es atacada por Cyberiad en el momento en que Spider-Man, Iceman y Firestar estaban ayudando a los X-Men a probar los nuevos programas de Danger Room.
- La Mansión-X apareció en X-Men: Pryde of the X-Men.
- La Mansión-X apareció en la serie de televisión X-Men.
- La Mansión-X aparece en el episodio de dos partes de Spider-Man "The Mutant Agenda". Spider-Man viaja allí para ver al Profesor X con la esperanza de que pueda ayudar a averiguar en qué está cambiando.
- La Mansión X aparece en X-Men: Evolution: Tiene la misma dirección, pero se encuentra en Bayville, Nueva York.[18] En esta serie animada la Mansión fue destruida por Mystique, lo cual afectó en gran medida los acontecimientos de la tercera temporada.
- La Mansión X aparece en la serie animada Wolverine and the X-Men. Es destruido por una explosión masiva (que más tarde se reveló que fue causada por la Fuerza Fénix). Con la ayuda de Forge y el dinero de Angel, fue reconstruido justo a tiempo para que los X-Men salvaran al mundo de la Hermandad de Mutantes, los Centinelas, el Club Fuego Infernal y la Fuerza Fénix.
- La Mansión X aparece en The Super Hero Squad Show. Se muestra como parte de la ciudad de Superhéroe y se representa como un edificio circular blanco con un logotipo X en la parte superior. En "Mysterious Mayhem at Mutant Academy", el interior de la Mansión X se muestra como una escuela normal con la Sala de Peligros que también sirve como un salón de detención y una cafetería.
- La Mansión X se menciona en The Avengers: Earth's Mightiest Heroes, episodio "Masters of Evil". Un periódico tiene una foto de ella con la historia de portada "Escuela Secreta de Mutantes?".
- Una variación o versión temprana de la Mansión X aparece en la Temporada 3 de la serie de FX Legion. La casa utilizada para la mansión Xavier en esta iteración es el Castillo de la Casa Stimson en 2421 S. Figueroa Street en Los Ángeles, California. Un hito histórico construido en 1893, la Casa Stimson se ha utilizado en varias películas y programas de televisión como la serie de televisión Pushing Daisies y el largometraje de 1987 House II: The Second Story.

### Películas
- La Mansión-X se presentó en la Generación X (una película de acción en vivo, hecha para televisión que salió en FOX en 1996).
- La Mansión X ha sido destacado en la serie de películas X-Men.
  - En X-Men (2000), el exterior de X-Mansion se filmó en Casa Loma, Toronto, y en Parkwood Estate en Oshawa, Ontario, Canadá.[19] Esta realizada sobre los X-Men, la Mansión, así como el dispositivo Cerebro, fueron construidas tanto por Xavier como por Magneto. Magneto dejó más tarde la misma y siguió por su propio camino, aunque sus conocimientos sobre su estructura fueron aprovechados por William Stryker para tomarla por asalto en X-Men 2.
  - En las películas de X-Men 2 (2003), X-Men: The Last Stand (2006), Deadpool (2016) y Deadpool 2 (2018), se utilizó el Castillo Hatley en la Universidad Royal Roads en Victoria, British Columbia para el interior y el exterior de la Mansión-X.[20][21] Los elementos del exterior del Castillo Hatley influyeron en las nuevas versiones de la Mansión-X en X-Men: días del futuro pasado (2014), X-Men: Apocalipsis (2016) y Dark Phoenix (2019).[22]
  - En X-Men: primera generación (2011), el papel de la Mansión X es interpretado por la Casa Englefield, una casa solariega isabelina en Berkshire, Inglaterra.[23]

### Videojuegos
- En el juego de lucha, X-Men: Next Dimension, la Mansión X sirvió como una de las arenas para luchar dentro, así como en los primeros planos.
- La Mansión X aparece en X-Men Legends. Sirve como centro para los X-Men.
- En X-Men Legends II: Rise of Apocalypse, Bestia estaba en la mansión tratando de localizar Apocalipsis. En cambio, Apocalipsis y sus hombres invadieron la Mansión X, la Bestia secuestrada al derrotarlo, y destruyeron todo el edificio. Los restos sirven como Hub durante la invasión del Apocalipsis en Nueva York.
- La Mansión X aparece en Marvel: Ultimate Alliance. Cuando Comadreja está buscando un lugar para esconderse de S.H.I.E.L.D., le pregunta a los jugadores si podría esconderse en el Edificio Baxter o en la Mansión X. Como Hank Pym le menciona al jugador que Mister Fantástico tiende a trabajar con S.H.I.E.L.D., el Profesor X le dice al jugador que tener soldados S.H.I.E.L.D. dentro de su casa no se sentaría bien con sus compañeros X-Men. Esto hace que Comadreja elija la Mansión-X como un escondite. Durante ese tiempo, si el jugador pregunta a Tormenta sobre el estado de Comadreja mientras está en Asgard, ella dice que Beast atrapó a Comadreja hackeando a Cerebro, Forge atrapó a Comadreja en el X-Jet Hangar y Emma Frost atrapó a Comadreja cerca de las motos de Wolverine. Cuando Comadreja termina el trabajo y el jugador pregunta a Tormenta sobre el estado de la Mansión-X, ella dice que ella cree que todos están listos para que él se vaya porque Coloso regresó de su viaje a Rusia y encontró a Comadreja en la cocina y comenzó a darle una paliza. Por suerte para Comadreja, Karma logró interponerse entre ellos y explicar quién era Comadreja. Comadreja también menciona antes que Beast (o el "Big Blue Ape", como él lo llama) le preguntaba cuándo se iría.
- Aparece en Marvel Heroes. Sirve de centro para los jugadores.
- La Mansión X aparece en Lego Marvel Super Heroes. Se encuentra ubicado en Inwood, Manhattan. Durante el juego, Magneto lleva a su Hermandad de Mutantes y sus soldados Acólitos a asaltar la Mansión-X para recuperar el Tesseract del Doctor Doom. Los X-Men tuvieron que luchar contra los miembros de la Hermandad de Mutantes y los soldados Acólitos mientras que los estudiantes de la Mansión-X se pusieron a salvo. Durante el roaming gratuito, los jugadores pueden visitar la Mansión-X, donde usan a sus personajes para ayudar al Profesor X con diferentes cosas, como ayudar a los estudiantes de la Mansión-X a superar sus desafíos y luchar contra un Centinela.